# Iola, Pennsylvania
Iola är en ort i Columbia County i delstaten Pennsylvania, USA.